# Picea koyamae
Picea koyamae (Shiras., 1913) è una rara specie di peccio, appartenente alla famiglia delle Pinaceae, originaria dei monti Akaishi e dei monti Yatsugatake, nelle prefetture di Nagano e di Yamanashi, nella parte centrale dell'isola di Honshū, in Giappone. Venne scoperta nel 1911, e in seguito, una seconda sub-popolazione nel 1960, per un totale stimato di meno di mille esemplari maturi.

## Etimologia
Il nome generico Picea, utilizzato già dai latini, potrebbe, secondo un'interpretazione etimologica, derivare da Pix picis = pece, in riferimento all'abbondante produzione di resina. Il nome specifico koyamae fu assegnato in onore del botanico giapponese Mitsua Koyama, che fu il primo a scoprire la specie nel 1911.

## Descrizione

### Portamento
Albero alto fino a 25 metri con unico tronco diritto che può raggiungere 60 cm di diametro, di chioma piramidale o conica, aperta e più irregolare negli esemplari anziani; i rami del primo ordine sono lunghi e slanciati, sviluppati orizzontalmente o assurgenti. Quelli del secondo ordine sono fitti e pendenti. I virgulti sono snelli, solidi, inizialmente di colore marrone-giallastro pallido, poi arancione-marrone più scuro, scanalati e rugosi, glabri o localmente pubescenti; i pulvini sono ben sviluppati, lunghi 1-1,5 mm.

### Foglie
Le foglie sono aghiformi, rigide, lineari, ricurve, superiormente di colore verde scuro, verde-bluastro inferiormente, lunghe 0,8-1,5 cm, di sezione rombica, con punte acute; hanno stomi disposti in 3-5 linee su tutte le quattro facce. Le gemme vegetative sono ovoidali-coniche, lunghe 4-13 mm, molto resinose; hanno perule triangolari-ovate, di colore marrone-chiaro o marrone-rosso, persistenti per anni.

### Fiori
Sono strobili maschili giallastri, ascellari, a grappoli, lunghi 1-1,5 cm.

### Frutti
I coni femminili sono sessili, ovoidali-oblunghi o cilindrici, inizialmente eretti, poi pendenti a maturazione, con punte ottuse, lunghi 4-9 cm e larghi 3-3,5 cm, inizialmente verdi-purpurei o verdi, poi marroni-scuri. I macrosporofilli sono obovati-suborbicolari, leggermente convessi e spesso resinosi, con superficie abassiale liscia, finemente striata e glabra, lunghi 0,6-1,8 cm. Le brattee sono rudimentali, ligulate, lunghe 2-3 mm, totalmente incluse. I semi, di color marrone scuro, sono ovoidali-conici e lunghi 2-4 mm, con parte alata oblunga-ovata, lunga 5-10 mm, di colore marone-giallastro chiaro.

### Corteccia
La corteccia si sfoglia già da giovane, di colore marrone, poi negli anni diventa grigia-marrone o grigia-nerastra, divenendo rugosa.

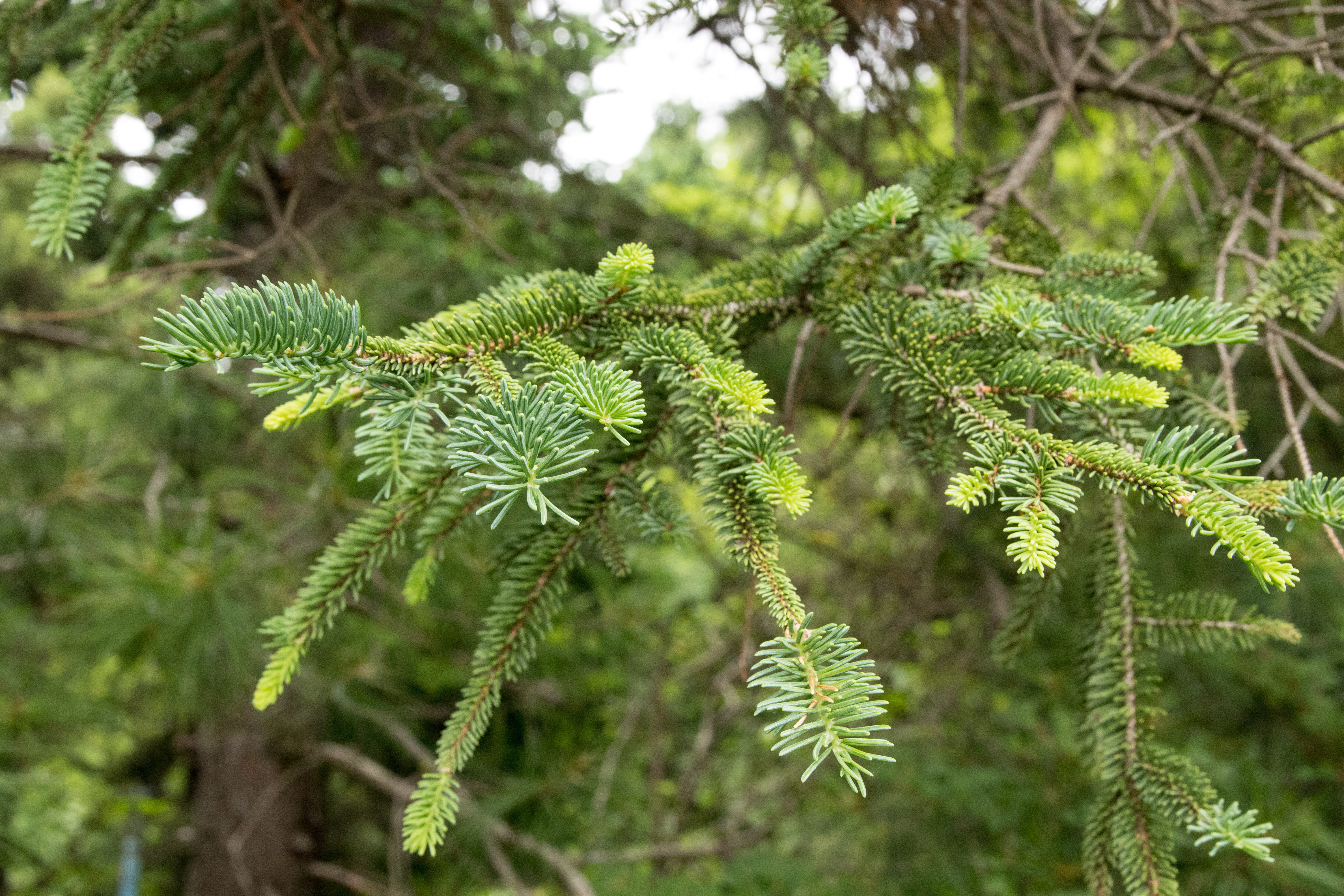
Virgulti
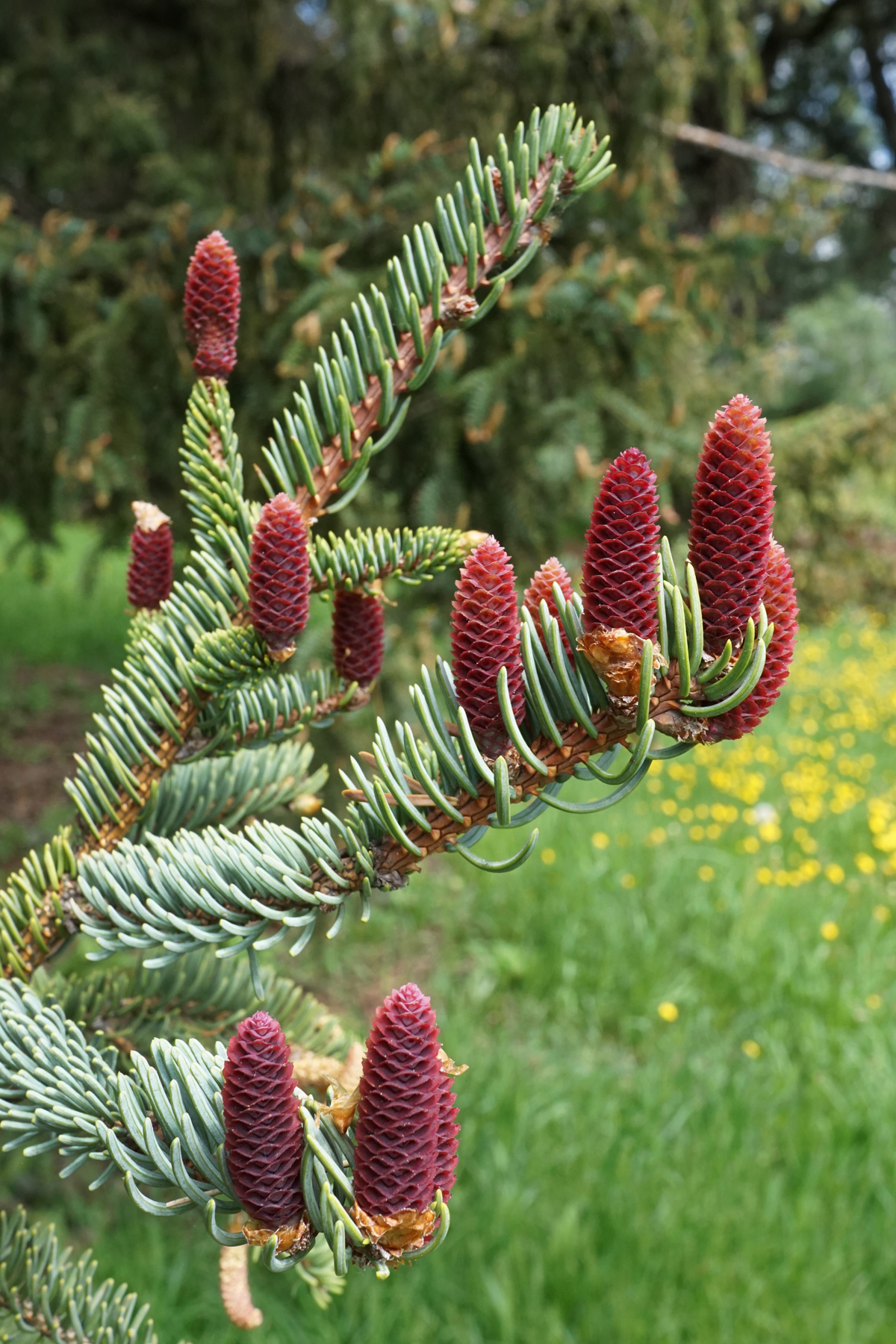
Coni immaturi
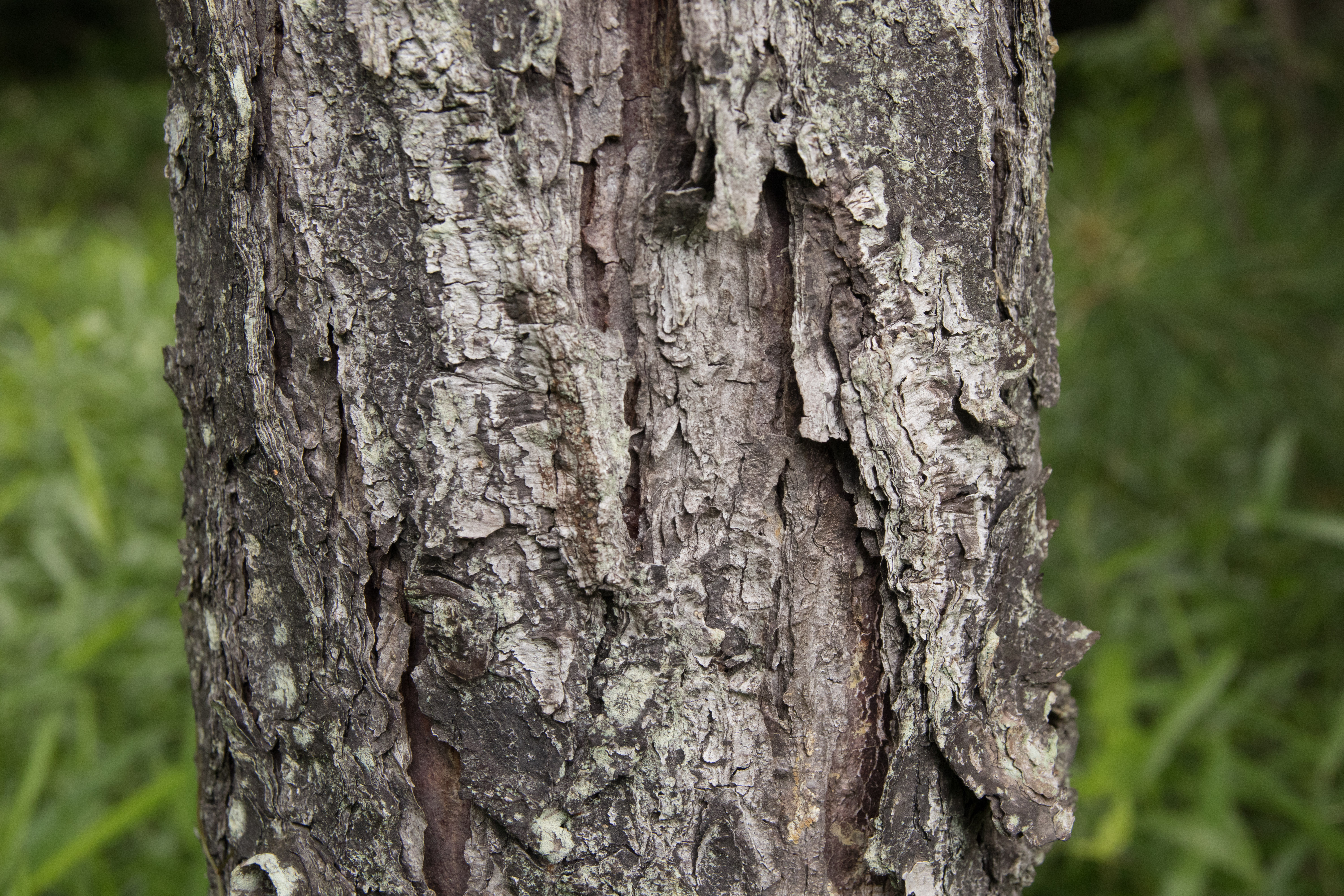
Corteccia
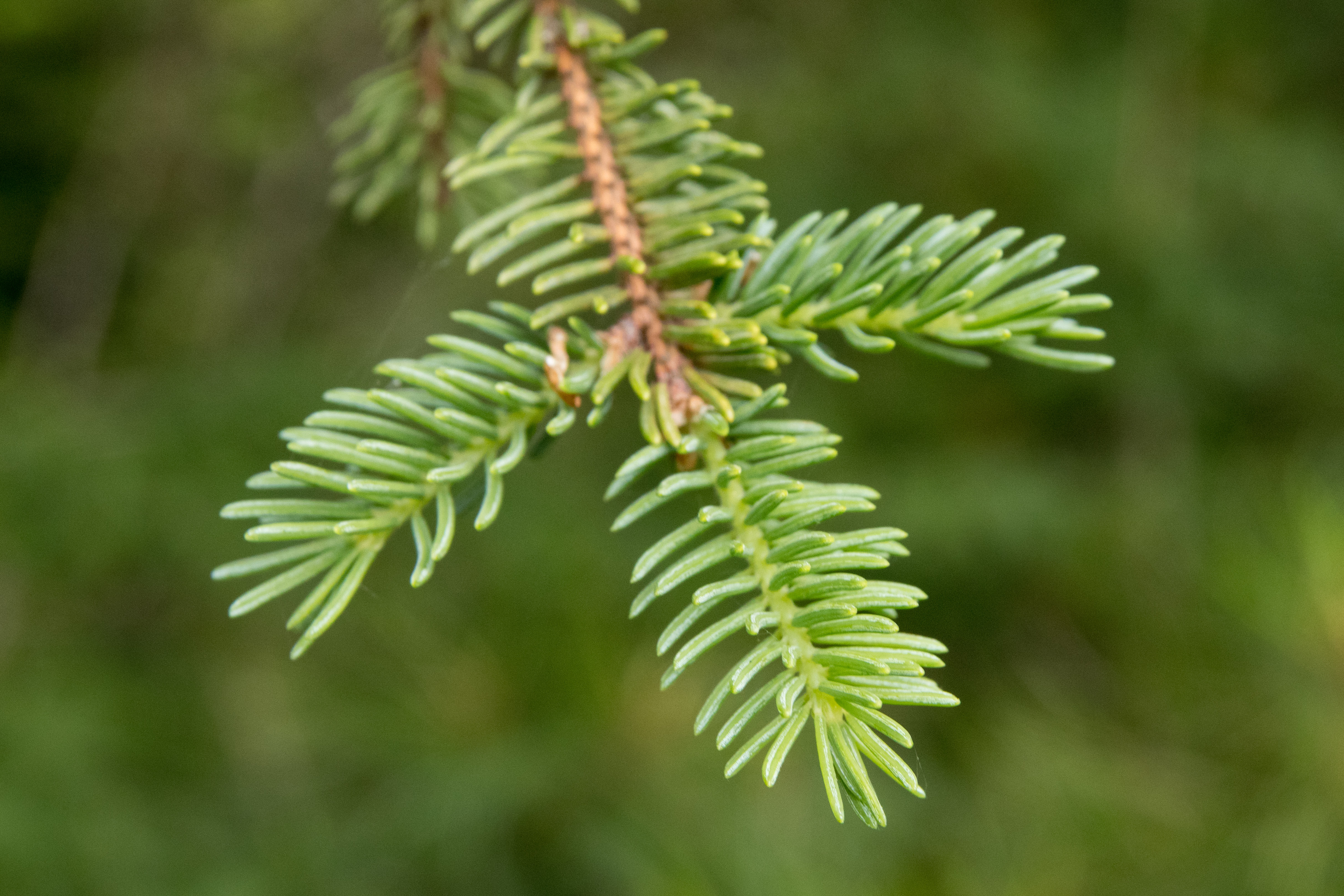
Aghi
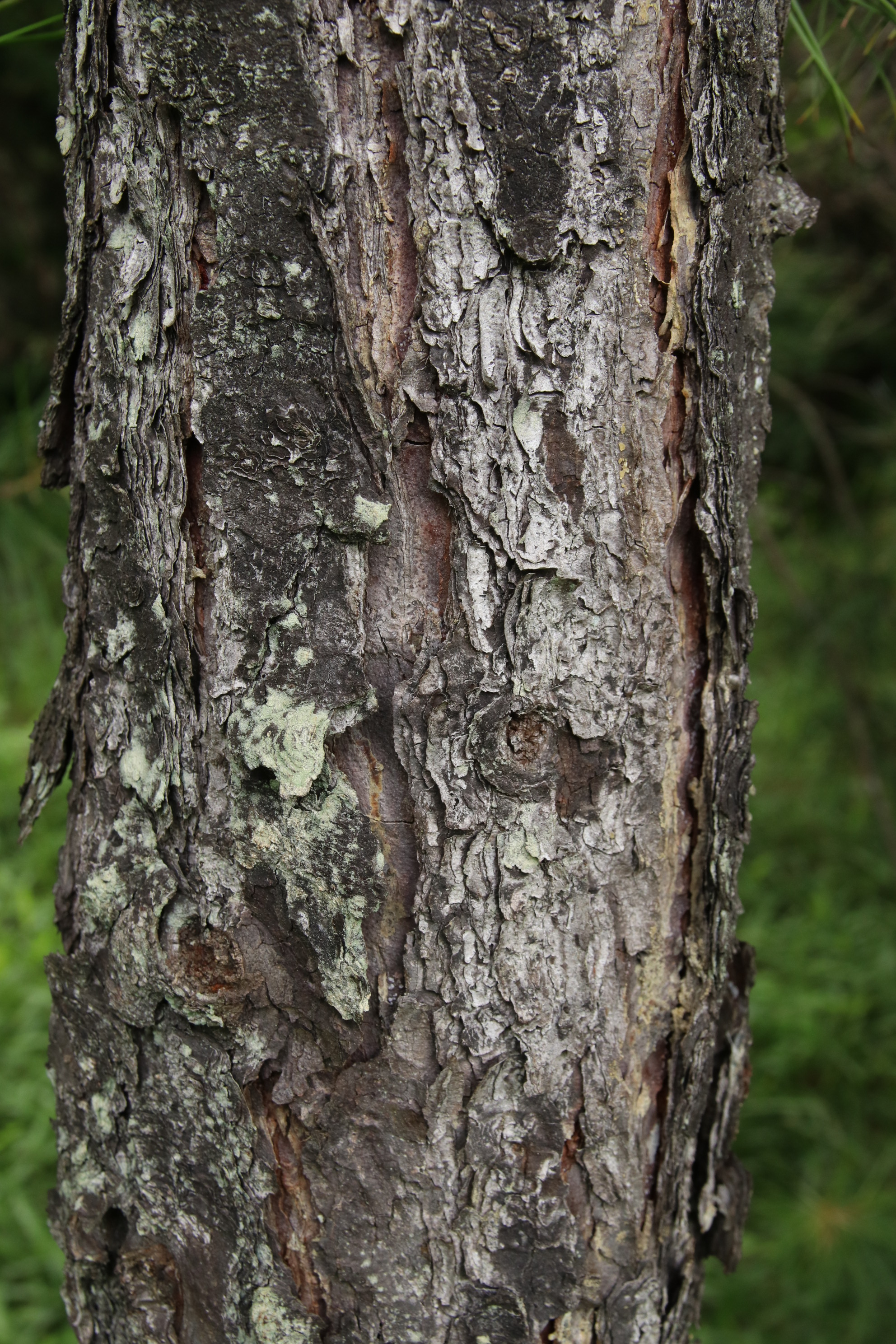
Fusto

## Distribuzione e habitat
Vegeta dai 1100 ai 2000 m di quota, su suoli vulcanici nei monti Yatsugatake, mentre nei monti Akaishi si rinviene anche su suoli filladici, calcarei o sabbiosi. Si rinviene in piccoli gruppi di alberi in foreste miste con Larix kaempferi, Thuja standishii, Picea maximowiczii, Pinus koraiensis e Quercus mongolica var. grosseserrata.

## Usi
Considerata la sua rarità non riveste alcuna importanza economica. Inadatto per le riforestazioni a causa della sua lenta crescita, è stato introdotto con successo nei giardini botanici del Nord-Europa e del Nordamerica.

## Conservazione
Con un areale primario stimato minore di 100 km², oltretutto frastagliato, e una popolazione decrescente di individui maturi che non supera le 1000 unità, la specie è fortemente esposta ai rischi derivanti dai cambiamenti climatici e dalla relativa modifica dell'habitat; viene quindi classificata come specie a rischio critico nella Lista rossa IUCN.